# Saison 3 de La Guerre des trônes : La Véritable Histoire de l'Europe
La troisième saison de La Guerre des trônes : La Véritable Histoire de l'Europe est une émission de télévision historique qui raconte le règne des rois de France Henri IV puis Louis XIII de 1590 à 1643.
Présentée par Bruno Solo, elle est diffusée sur France 5 du 20 décembre 2019 au 3 janvier 2020.

## Principe de l'émission
Chaque numéro retrace l’épopée des dynasties rivales ainsi que les jeux de pouvoir qui ont écrit l’histoire de l’Europe au  XVIIe siècle, au travers de reconstitutions historiques et de la visite de différents lieux en rapport avec le sujet traité.
En parallèle, Bruno Solo explique les enjeux géopolitiques des différentes guerres ainsi que les interactions entre les souverains impliqués en déplaçant des pions sur une grande carte de l'Europe.

## Présentation et réalisation
Chaque numéro est présenté par le comédien Bruno Solo.
La réalisation des émissions est dirigée par Vanessa Pontet et Alain Brunard.

## Période historique
Cette saison raconte les règnes de rois de France Henri IV et Louis XIII, les conflits qu'ils ont dû mener contre d'autres souverains, ainsi que les nombreuses intrigues politiques qui ont façonné l'Europe du XVIIe siècle.
Bruno solo explique : « Dans la première partie, on voit comment Henri IV et Sully vont gouverner la France, et aussi affronter l’Angleterre d’Élisabeth Ire, qui est dans un premier temps l’allié d’Henri IV car elle est protestante comme lui. Ensuite, Henri IV se convertit au catholicisme mais elle sait qu’il l’a fait pour des raisons politiques donc elle le soutient tout en lui en voulant un peu. »
Il ajoute : « Dans la deuxième partie, on voit l’avènement du roi Louis XIII, fils d’Henri IV, qui va grandir sous la coupe de Marie de Médicis, prendre le pouvoir et rencontrer Richelieu, et également la continuité des guerres de religion. »

## Liste des épisodes

### Henri IV, à la conquête du trône (1590-1594)
Première diffusion
- France : 20 décembre 2019 (France 5)

Résumé

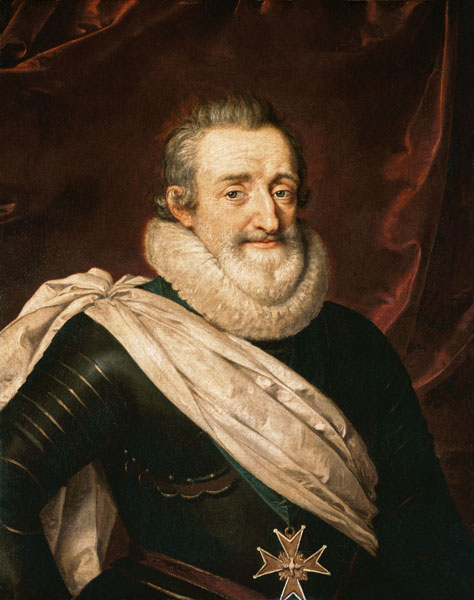
Portrait d'Henri IV, par Frans Pourbus le Jeune.

En 1589, Henri de Navarre devient roi de France sous le nom d'Henri IV. Néanmoins son couronnement est contesté en raison de ses convictions protestantes. Le nouveau roi doit ainsi faire face au parti catholique de France, la Ligue catholique, qui tente de l'empêcher de rejoindre son trône. Lorsque le roi d'Espagne décide ensuite de les soutenir, Henri IV prend une décision radicale et accepte de se convertir pour mettre fin au conflit,.

### Les Amours d'Henri IV (1594-1601)
Première diffusion
- France : 20 décembre 2019 (France 5)

Résumé
Après sa conversion au catholicisme, Henri IV est sacré à Chartres, le 27 février 1594. Le deuxième épisode raconte comme le nouveau roi tente de restaurer la paix en France, mais également sa vie personnelle. Henri IV souhaite en effet répudier la Reine Margot et épouser sa favorite, Gabrielle d'Estrées, mais la mort soudaine de cette dernière va bouleverser le cours de sa vie,.

### Louis XIII, naissance d'un roi (1602-1617)
Première diffusion
- France : 27 décembre 2019 (France 5)

Résumé

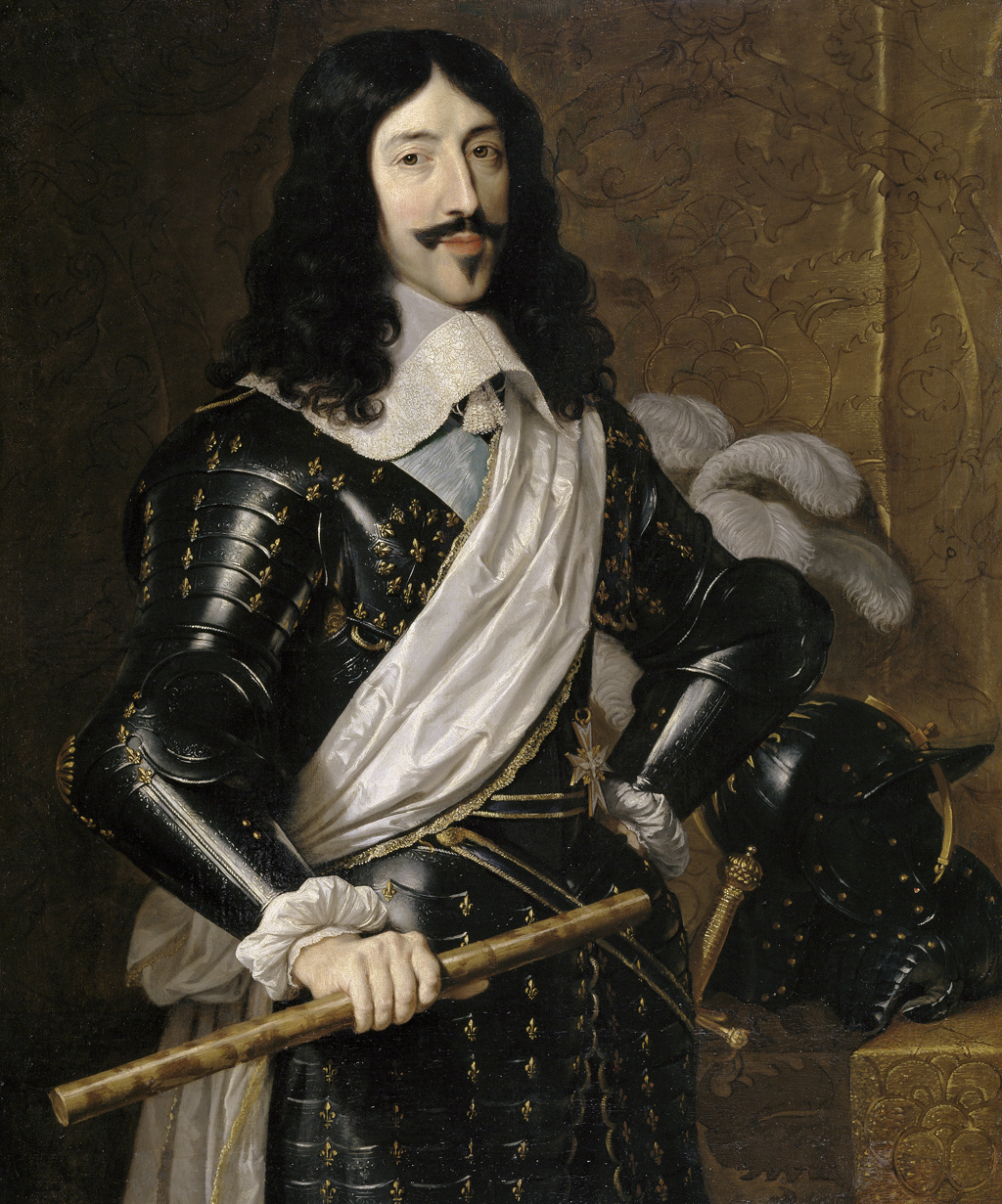
Portrait de Louis XIII par Philippe de Champaigne.

En 1610, Henri IV est assassiné par François Ravaillac, un extrémiste religieux. L’héritier du trône, le futur Louis XIII, étant âgé de seulement 8 ans, c'est sa mère Marie de Médicis qui assure la régence pour le compte de son fils. Cependant des tensions apparaissent bientôt entre Louis et sa mère, lorsque celle-ci tente de le tenir à l'écart du pouvoir,.

### Anne d'Autriche, l'intrigante (1618-1626)
Première diffusion
- France : 27 décembre 2019 (France 5)

Résumé
En 1625, un accord est trouvé  entre la France et l'Angleterre pour qu'Henriette de France,  sœur de Louis XIII, épouse le roi d'Angleterre Charles Ier. Au cours d'un voyage qui doit escorter Henriette en Angleterre, le duc de Buckingham, chargé d'escorter la princesse, s'éprend de la reine Anne d'Autriche. Pour éloigner son prétendant, la reine lui offre des ferrets mais l'affaire fait grand bruit. Furieux et jaloux, le roi Louis XIII interdit alors à Buckingham de reparaître à la cour. En réaction, et soutenu par le roi d’Angleterre, ce dernier décide alors de prendre La Rochelle, une place forte huguenote de France. La guerre est déclarée entre la France et l'Angleterre,.

### Richelieu, un cardinal à abattre (1626-1632)
Première diffusion
- France : 3 janvier 2020 (France 5)

Résumé

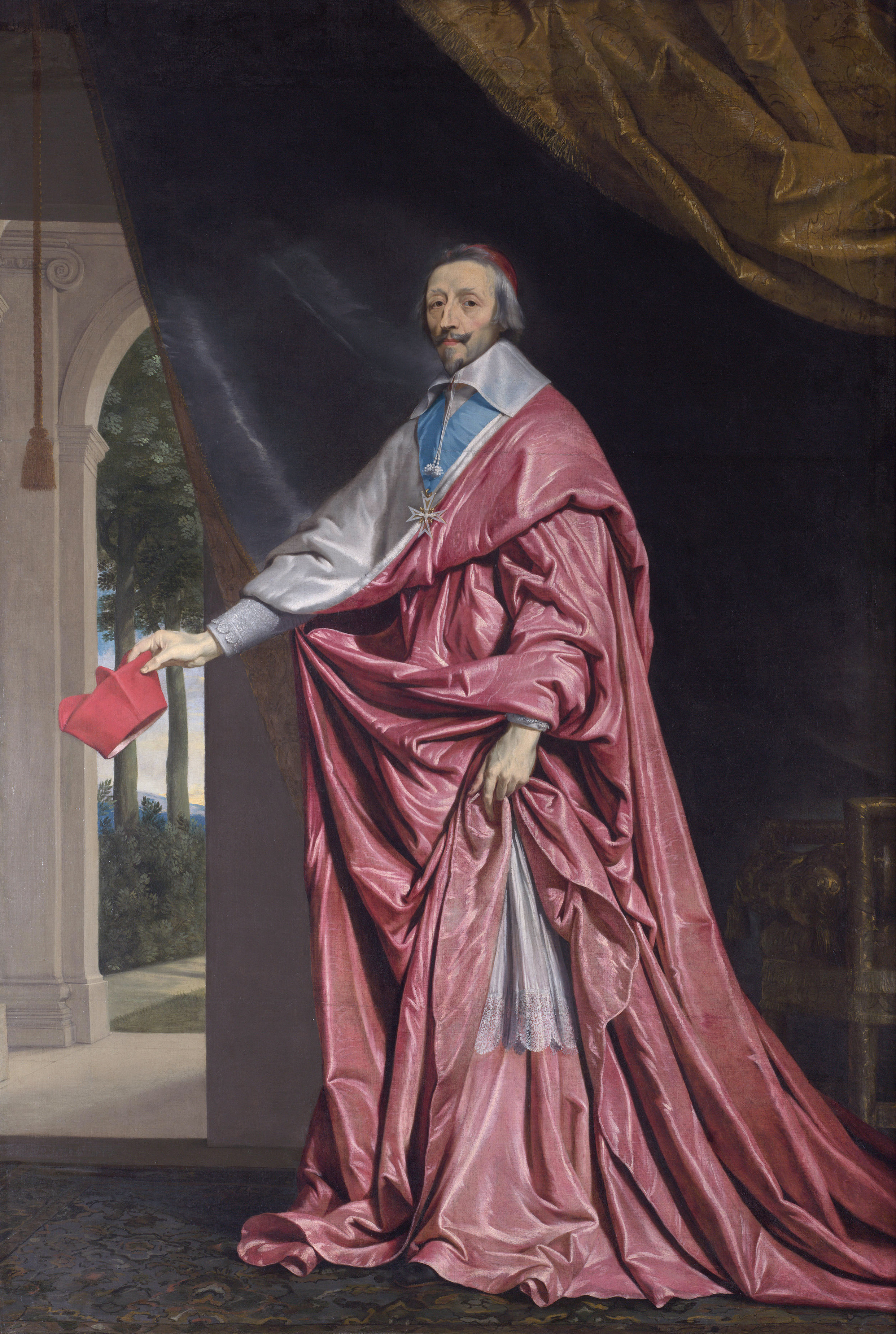
Portrait du cardinal de Richelieu par Philippe de Champaigne.

En 1626, la Guerre de Trente Ans, qui oppose la monarchie des Habsbourg d’Espagne et du Saint-Empire à des États allemands protestants, soutenus par des  puissances européennes voisines, déchire l'Europe. 
Pendant ce temps, le roi Louis XIII et son ministre, le cardinal de Richelieu, organise une féroce répression en France contre les traîtres et opposants au régime.  Le comte Henri de Chalais, accusé de traîtrise, est ainsi décapité. Afin de contrer l'influence grandissante du cardinal de Richelieu, Marie de Médicis, la reine Anne d'Autriche ainsi que le frère du roi Gaston d'Orléans mettent tout en œuvre pour l'écarter du pouvoir. Cependant, le roi de France, qui a confiance en son ministre, met fin à leurs espoirs lors de la Journée des Dupes et oblige Marie de Médicis à s'exiler.

### À l'aube du roi Soleil (1635-1643)
Première diffusion
- France : 3 janvier 2020 (France 5)

Résumé
Faisant partie des puissances européennes impliquées dans la guerre de Trente Ans, la France doit combattre ses ennemis sur son sol. Dans le même temps, le roi Louis XIII et son ministre, Richelieu, découvrent que la reine Anne d'Autriche fournit des informations à ses frères de la famille de Habsbourg, puissance ennemie de la France. Le roi songe alors à la répudier, mais lorsqu'elle met au monde un fils, le futur Louis XIV, cet événement va changer ses plans.

## Distribution
- Christian Baltauss : l'archevêque de Bourges
- Jérôme Keen :  Philippe II d'Espagne
- Isabelle Desplantes : Élisabeth Ire
- Franck Libert – Henri IV
- Maxime d'Aboville : Duc de Sully
- Mickael Grente : Roger de Bellegarde
- Maxime Pambet : le comte d'Essex
- Édouard Lin : Jacques Ier
- Anne-Sophie Morillon : Leonora Dori  dit « La Galigaï »
- Ilario Calvo : Concino Concini
- Valentine Caille : Gabrielle d'Estrées
- Arnaud de Montlivault : Prêtre
- Clara Botte : Marie de Médicis jeune
- Valeria Cavalli : Marie de Médicis
- Julien Sarrazin : François Ravaillac
- Guillaume Beauregard : Philippe III d'Espagne
- Gwendal Anglade : le duc de Luynes
- Cédric Ingard : Ferdinand II de Habsbourg
- Gabrielle Chabot : Henriette d'Entragues
- Nicolas Beaucaire : Richelieu
- Benoit Rabillé :  le duc de Buckingham
- Charles Durot : Charles Ier
- Arthur Lautier : Louis XIII enfant
- Florian Colas : Louis XIII jeune
- Vincent Desprat : Louis XIII
- Marion Trémontels : Anne d'Autriche
- Valentin Turchi : Philippe IV d'Espagne
- Julien Delanoë : Gaston d'Orléans
- Charlotte Megimbir : Louise de La Fayette
- Fabian Wolfrom : le marquis de Cinq-Mars
- Andrea Nicolas : Louis XIV enfant

## Tournage

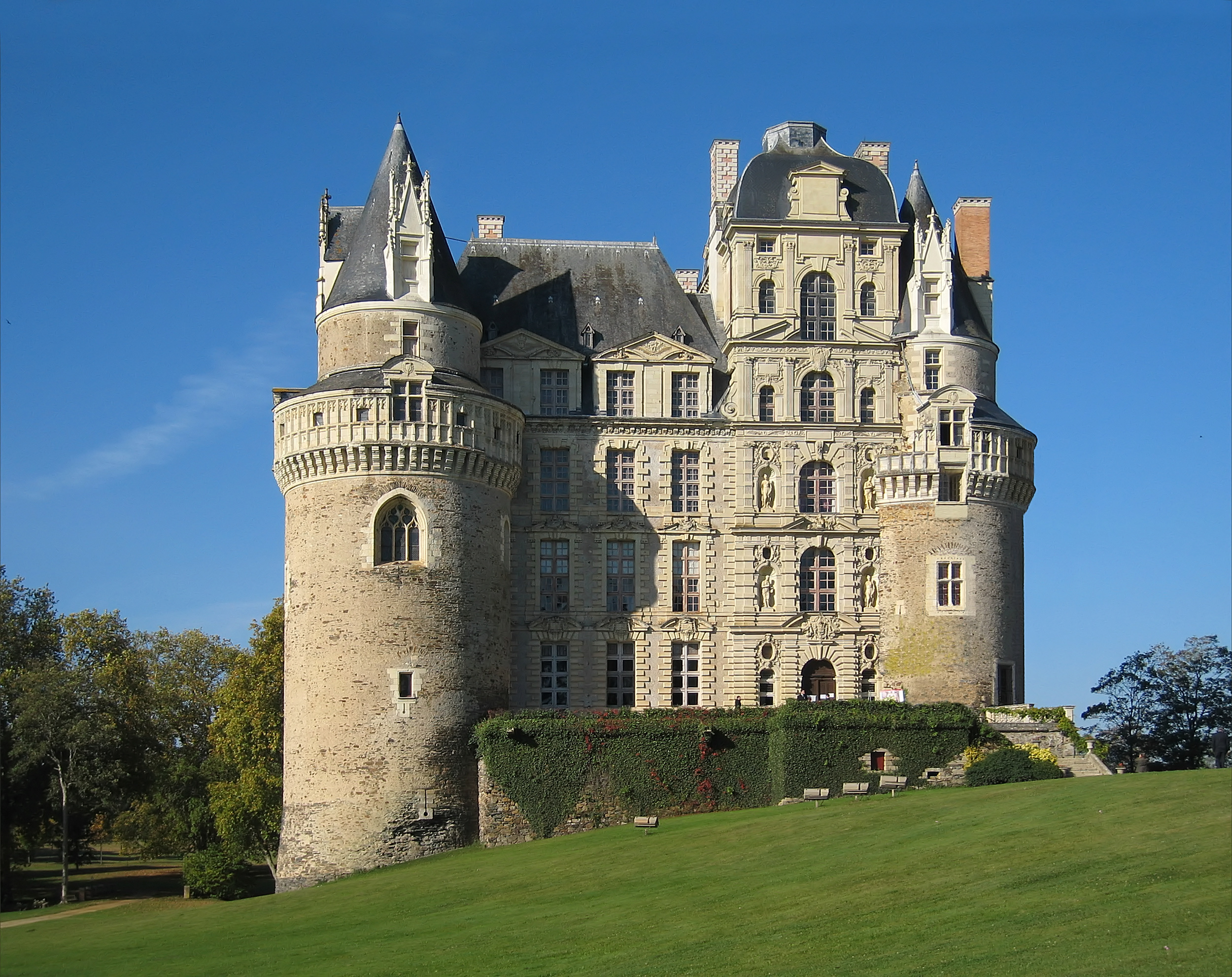
Parmi les lieux visités, on retrouve le château de Brissac.

Outre les reconstitutions historiques, différentes séquences ont été tournées dans les lieux en lien avec la période traitée, en particulier à Paris et en région parisienne, notamment :
- Le palais du Luxembourg
- Le château de Saint-Germain-en-Laye
- Le musée du Louvre[1].

Certaines séquences ont été également tournées dans la région du Maine-et-Loire, notamment :
- Le château de Brissac
- Le château de Cunault[9].

D'après Bruno Solo, le tournage de la saison se serait échelonné sur deux mois, à l'image des saisons précédentes :

« Il y a environ un mois pour le tournage des fictions. Ce sont les séquences où je n'apparais pas. C'est un tournage à part. Ensuite, ma partie demande également un mois de tournage entre la salle des cartes, mes déplacements dans les différents lieux et l'enregistrement de toutes les voix off. On fait cela généralement entre le mois d'août et le mois de septembre. »

## Diffusion
La troisième saison est diffusée le vendredi 20 décembre 2019 (épisodes 1 et 2), le vendredi 27 décembre 2019 (épisodes 3 et 4) puis le vendredi 3 janvier 2020 (épisodes 5 et 6).

## Audiences
| Rang | Première diffusion | Titre                            | Période   | Nombre de téléspectateurs | Part d'audience |
| ---- | ------------------ | -------------------------------- | --------- | ------------------------- | --------------- |
| 11   | 20 décembre 2019   | Henri IV, à la conquête du trône | 1590-1594 | 939 000                   | 4,2 %           |
| 12   | 20 décembre 2019   | Les Amours d'Henri IV            | 1594-1601 | 955 000                   | 4,6 %           |
| 13   | 27 décembre 2019   | Louis XIII, naissance d'un roi   | 1602-1617 | 1 200 000                 | 6 %             |
| 14   | 27 décembre 2019   | Anne d'Autriche, l'intrigante    | 1618-1628 | 1 200 000                 | 6 %             |
| 15   | 3 janvier 2020     | Richelieu, un cardinal à abattre | 1626-1632 | 1 015 000                 | 4,5 %           |
| 16   | 3 janvier 2020     | À l'aube du Roi-Soleil           | 1635-1643 | 1 160 000                 | 5,4 %           |